# Ultra Heavy-Lift Amphibious Connector

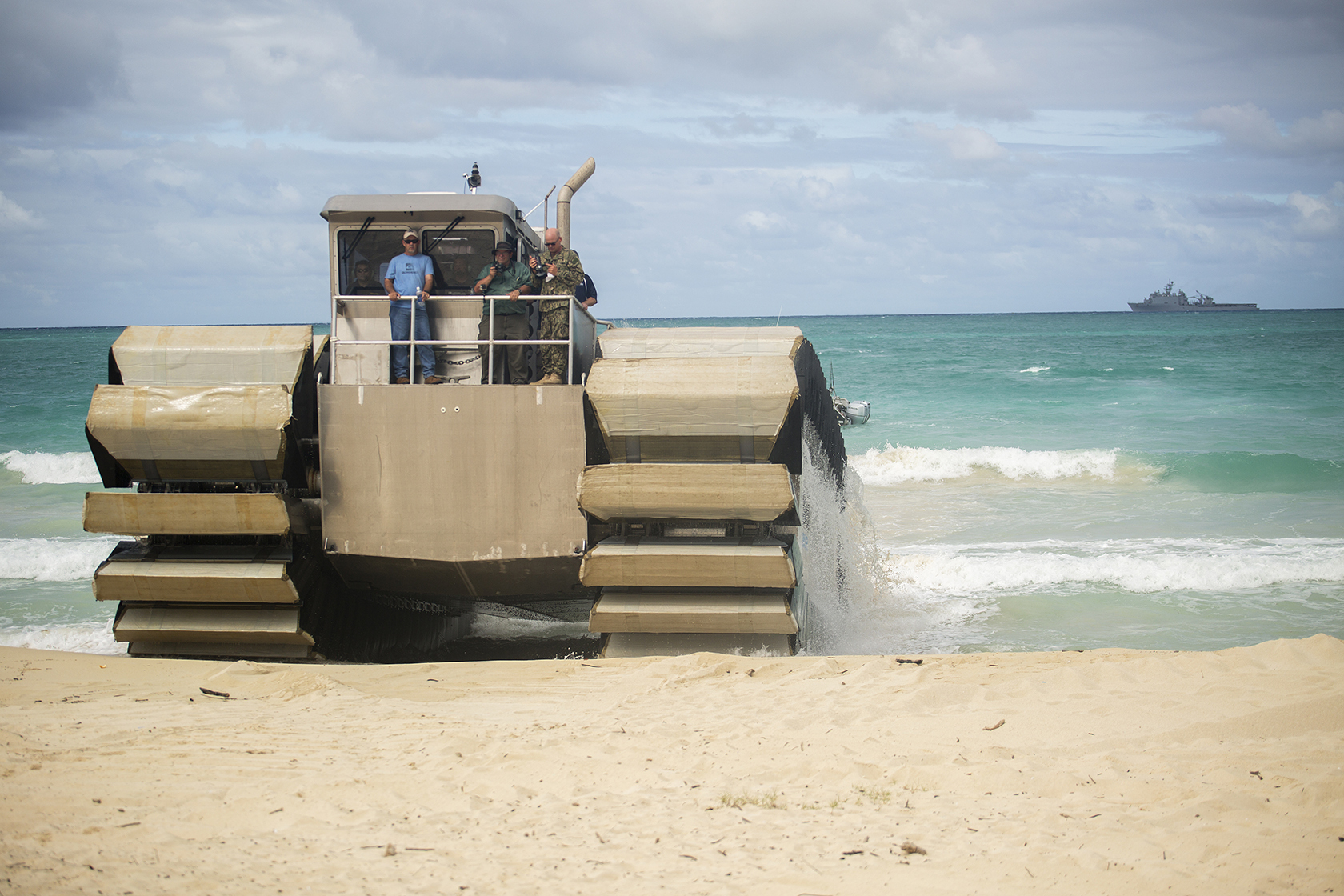
Prototyp UHAC, který se vylodil z lodi USS Rushmore (LSD-47), vyjíždí na pláž (11. červenec 2014).

Ultra Heavy-Lift Amphibious Connector (zkráceně UHAC) je koncept obojživelného dopravního prostředku/transportéru americké firmy Navatek Inc., který se může pohybovat po souši i vodě.
Hlavním účelem má být doprava vojenské techniky a osob tam, kde to nezvládnou vznášedla a běžné vyloďovací prostředky. Výhodou má být větší přepravní kapacita než u stávajících vyloďovacích prostředků. Americká námořní pěchota (USMC) testuje prototyp v měřítku 1:2 o rozměrech 13 metrů délky, 8 metrů šířky a 5 metrů výšky s hmotností 38 tun. Stroj je vybaven housenkovými pásy, které tvoří vzduchem plněné desky z tuhé pěny, na vodní hladině se chovají jako plováky.